# Margarete Koehler-Bittkow
Margarete Koehler-Bittkow (auch Margarete Bittkow-Koehler), geborene Bittkow (* 22. April 1897 in Groß Lübars; † 1964 in Belmont, Massachusetts), war eine deutsche Textilkünstlerin und Malerin.

## Leben
Margarete Bittkow besuchte von 1919 bis 1923 die Textilklasse des Bauhauses in Weimar und studierte u. a. bei Lyonel Feininger, Paul Klee und Gunta Stölzl. 1920 heiratete sie den Kunsthistoriker und Direktor der Staatlichen Kunstsammlungen in Weimar Wilhelm Koehler. Mit diesem und ihren zwei Söhnen emigrierte sie 1934 in die USA, wo ihr Mann als Professor an der Harvard University lehrte. In ihrem Haus verkehrten zahlreiche der in die USA emigrierten Bauhaus-Künstler.
Fertigte sie am Bauhaus vor allem Webereien an, so war sie in den USA vor allem als Malerin tätig.
1937 wurde in der Nazi-Aktion „Entartete Kunst“ nachweislich ihre Mappe Suaheli. Märchen vom Sultan Darai mit sieben Zeichnungen (1917) aus dem Schlossmuseum Weimar beschlagnahmt und vernichtet.